# Wolford (Dakota Północna)
Wolford – miasto w Stanach Zjednoczonych, w stanie Dakota Północna, w hrabstwie Pierce.